# Live Forever (canción de Oasis)
«Live Forever» (en español, «Vivir para siempre») es una canción de la banda británica de rock Oasis. Compuesta por Noel Gallagher, se lanzó como el tercer sencillo de Definitely Maybe el 8 de agosto de 1994, poco antes de que el álbum fuera puesto a la venta. Gallagher había escrito la letra en 1991, antes de formar parte de Oasis. Con inspiración de «Shine a Light», de The Rolling Stones, posee una estructura compositiva simple y transmite un mensaje optimista, en contraste con las bandas de grunge que gozaban de popularidad por aquel entonces.
Por otra parte, fue el primer sencillo del grupo en ingresar al top 10 en el Reino Unido y recibió buena crítica. Figuró en varias listas de las mejores canciones de todos los tiempos elaboradas por diversas publicaciones e hizo que el grupo se volviera conocido. Además, se hicieron dos vídeos para la canción: uno tuvo difusión en el país natal de la banda, mientras que el otro estuvo pensado para promocionarla en Estados Unidos. Oasis la incluyó en la mayor parte de los conciertos que dio en la década de 1990 y muchos artistas hicieron su propia versión de ella, ya fuera en álbumes o en interpretaciones dentro del programa de sus conciertos. También figuró en los relanzamientos de Definitely Maybe de 2004 y de 2014.

## Contexto y grabación

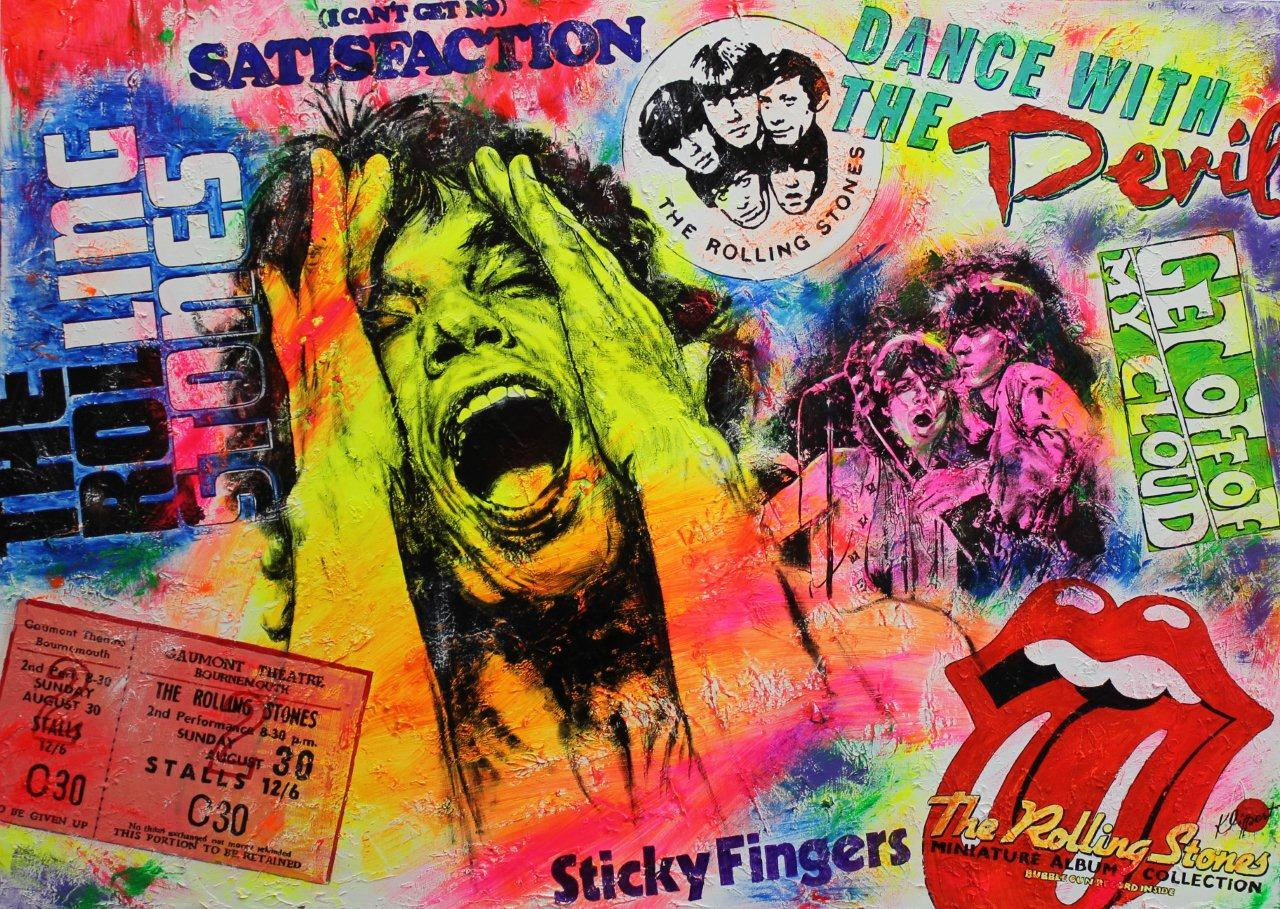
«Live Forever» se inspiró en «Shine a Light» de The Rolling Stones.

Noel Gallagher comenzó a escribir «Live Forever» en 1991, cuando trabajaba en una empresa de construcción en su localidad natal, Manchester. Después de un accidente en el que un tubo se le cayó sobre un pie, lo destinaron a un puesto con menores requerimientos físicos en la despensa, lo cual le permitió tener más tiempo para componer canciones. Una noche, mientras escuchaba el álbum Exile on Main St. de The Rolling Stones, tocó una de sus progresiones armónicas y se dio cuenta de que sonaba bien al unísono con una de las melodías vocales del disco. Al respecto, comentó que «fue el pedacito de "Shine a Light" que dice May the good Lord shine a light on you ["Que el buen Señor haga brillar una luz sobre ti"]»; luego, cambió las palabras por Maybe I don't really want to know —«Quizás no quiera realmente saber»—. En ese momento, era la única parte de la canción que Gallagher había pensado.
Gallagher le presentó a su banda una versión completa de «Live Forever» por primera vez a principios de 1993, durante los ensayos. Según el baterista Tony McCarroll, el grupo quedó francamente impresionado con el tema. La canción luego sirvió para afianzar su contrato de grabación con Creation Records. El presidente de la discográfica, cuando la escuchó por primera vez, comentó: «Probablemente, fue el mejor momento de todos que he vivido con ellos».
La maqueta de «Live Forever» comenzaba con una introducción de guitarra acústica. Durante la grabación de la versión presente en el álbum, el productor Owen Morris la reemplazó por una parte de batería interpretada por McCarroll. Morris, además, eliminó otra parte, correspondiente al solo de guitarra. Si bien Gallagher se irritó, el productor consideraba que la parte sonaba «un poco como Slash de Guns N' Roses». Esto, según una reseña de Consequence of Sound, hizo que la canción tuviera «un poco más de peso», además de que el añadido de batería «consolidó la canción» y ayudó a que se convirtiera en «el tema masivo» que posteriormente sería.

## Estructura e interpretaciones

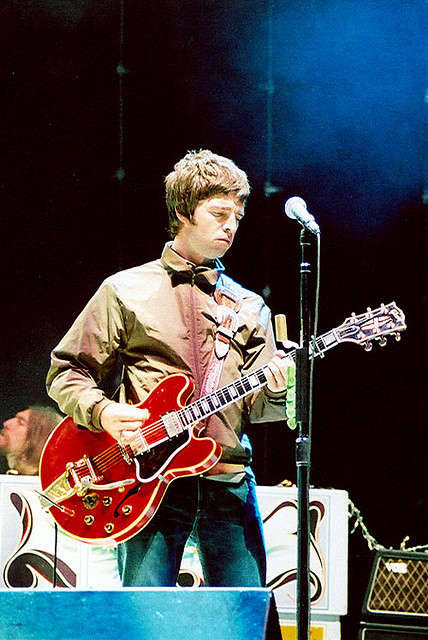
Noel Gallagher compuso la canción en 1991, cuando aún no era parte de la banda.

«Live Forever» está en la tonalidad de sol mayor y se basa en una progresión armónica de sol-re-la menor7-do-re. El acorde sol se convierte en mi menor antes del estribillo, aunque después del último, se vuelve la menor. La canción no tiene una diferenciación propiamente dicha entre las estrofas y el estribillo; el único elemento que los distingue es la línea en falsete You and I are gonna live forever —«Tú y yo viviremos por siempre»—. La melodía cantada posee pocas notas y el arreglo simple hace que, según Greg Milner de Blender, «la canción nunca se resuelva». Owen Morris aceleró un poco la canción en la etapa de producción, con el fin de darle al sonido «una ligera sensación de desconcierto y euforia». Además, para Alex Niven, autor del libro Oasis' Definitely Maybe, el trabajo de Morris hizo que el tema se comparara con la canción «Born to Run» de Bruce Springsteen y con otras de Phil Spector.
La canción comienza con un susurro que dice «Oh yeah», seguido de un solo de batería que dura unos pocos compases; la producción de Owen Morris contribuyó a darle un sonido más comprimido e imponente, que según Alex Niven, hace pensar que «algo dramático está por suceder». Luego se escuchan entremezcladas la melodía de guitarra principal, unas notas de piano y la voz de Liam Gallagher. Cada estrofa comienza con la frase Maybe/I don't really wanna know/How your garden grows/'Cause I just wanna fly —«Quizás/no quiera realmente saber/cómo crece tu jardín/porque solo quiero volar»— y finaliza con el verso en falsete. Tras el segundo You and I are gonna live forever se puede escuchar un solo de guitarra; después de la tercera estrofa y esta frase, Liam Gallagher repite cuatro veces Gonna live forever! —«Viviremos para siempre»— «con voz dolorida» según Ned Raggett. Tras esto, sigue el solo de guitarra que finaliza la canción.
Se ha interpretado que el tema es un homenaje a la madre de Noel y Liam Gallagher, Peggy, y a su vida juvenil, previa a formar la banda. En general, la letra de la canción tiene un tono optimista. Gallagher explicó que su temática es «la invencibilidad de la juventud» y que la compuso a modo de respuesta a la visión negativa de Kurt Cobain y el grunge. Al respecto, comentó en una entrevista con The Guardian en 2008: «Escuché esta canción, "I Hate Myself and I Want to Die", y pensé, no diré eso, no puedo creer que una estrella de rock estadounidense a quien todo el mundo elogia como un genio, con todo el dinero del mundo, esté sentado allí en su mansión y diga eso de repente. ¿Para qué quieres morir?». En una entrevista con Blender dijo algo similar y añadió: «¡Bueno, amigo, me amo muchísimo y voy a vivir para siempre, maldición!», además de reconocer que la lectura de una entrevista hecha a Cobain le afectó. En otra entrevista con The Guardian, afirmó que la canción trata sobre «la ética del vive rápido y muere joven», en la que personalmente no cree; además, consideró que su música y sobre todo este tema, «cambió la vida de la gente». Gallagher también comentó que se trata de una canción de «orgullo» y «juventud», acerca de «saber quién eres». Según Consequence of Sound, Gallagher describió a «Live Forever» como «el tema que cambió todo». En una reseña de Time, Len Comaratta comentó que el compositor dijo: «resumí todo lo que quería decir en "Rock 'n' Roll Star", "Live Forever" y "Cigarettes & Alcohol"; luego de eso, me estoy repitiendo a mí mismo de diferentes maneras». Liam Gallagher, en una entrevista de 2008 con la revista Q, mencionó: «Si se trata de Oasis capturando un momento espiritual, creo que esa canción refleja cómo mucha gente se siente cuando su suerte parece estar echada. Es el tema que me hace sentir que tengo el mejor trabajo en una banda. Tal vez no la haya escrito, pero me entrego al cantarla. Es raro, porque ha permanecido vigente, más que otras piezas».
Según Greg Milner, «el carácter sencillo de la canción refuerza sus temas: la promesa de la juventud y la amistad pura». Para Niven, la letra hace un paralelismo con la música, que se relaciona con fugarse y fortalecerse. Además, el texto, en su «radical» simplicidad utiliza clisés cotidianos para «transmitir un mensaje poderoso de idealismo y horizontes infinitos». Por otra parte, hay varias menciones a elementos de la naturaleza, como en otros temas de Oasis. El autor también interpreta que la canción se refiere a la experiencia del dolor universal, trasmitida a un «tú» que no la entiende; esto se vería reflejado en la rima de pain, «dolor» con rain «lluvia», que también puede ser una referencia a Mánchester. De esta forma, el cielo, símbolo de la esperanza, se asocia con la lluvia que «cala hasta los huesos», identificada con la opresión del mundo. Niven también menciona que el tema expresa con gran pathos derechos tales como «a la vida» o «a soñar por placer», por lo que la afirmación de «tú y yo viviremos por siempre» cobra «audacia e intensidad»; de este modo, la canción se trasladaría a un plano en el que la vida eterna sería absolutamente posible. Finalmente, el autor menciona que el estribillo «describe la esperanza nacida a partir de la desesperación».

## Recepción

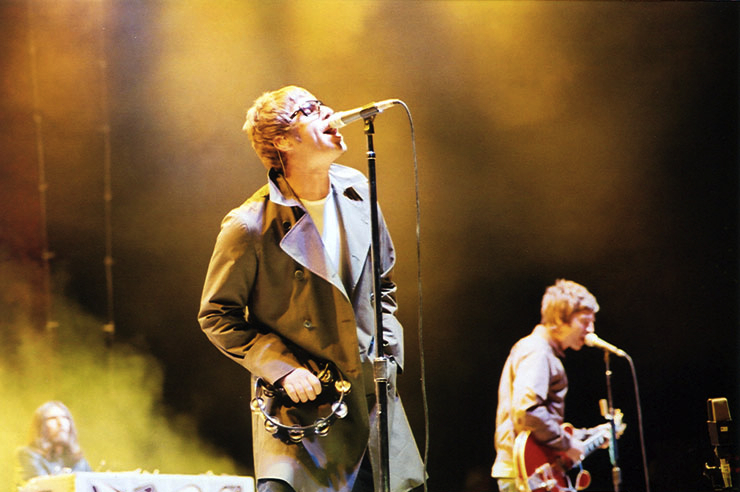
Los hermanos Gallagher durante un concierto en 2005.

«Live Forever» se lanzó como el tercer sencillo de la banda el 8 de agosto de 1994, un mes antes de que su álbum debut, Definitely Maybe, saliera a la venta. La canción ya era parte del repertorio de la banda desde hacía un año y había sido mencionada en tantas reseñas sobre el grupo que «su lanzamiento como sencillo parecía inevitable». En su crítica, John Mulvey de NME opinó que el tema representó una mejoría en comparación a los otros sencillos de Oasis y concluyó: «Básicamente, lo que antes parecía la arrogancia ofensiva de Manc de pronto se volvió pura espontaneidad. Una canción genial».
Los dos primeros sencillos de Oasis, «Supersonic» y «Shakermaker», tuvieron una recepción moderada; fue «Live Forever» «la canción que llamó la atención del mundo». Fue también el primer éxito de Oasis en ingresar al top 10. Llegó al décimo puesto en las listas británicas en 1994; en 1997 estuvo en el puesto 72 en la UK Singles Chart y en total, figuró dieciocho veces allí. En 1995, la canción alcanzó el segundo y el décimo lugar en las listas de Billboard Modern Rock Tracks y Mainstream Rock Tracks respectivamente, por lo que se convirtió en la primera canción de Oasis que tuvo éxito comercial en Estados Unidos. Noel Gallagher comentó con respecto al éxito del tema: «La gente me preguntó, después de "Live Forever", "¿a dónde irás después de eso?" Y yo me decía que no era tan buena. Creía que era una buena canción, pero que podía hacer algo mejor». En Nueva Zelanda, la canción llegó al puesto 43 y estuvo tres semanas en las listas. En Irlanda llegó al lugar 17 y permaneció cuatro semanas allí. Por su parte, en Canadá llegó al puesto 70.

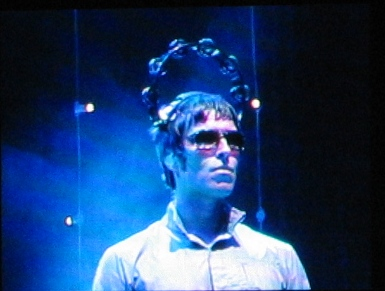
Liam Gallagher durante un concierto en 2005.

En general, la prensa musical calificó de manera positiva a la canción. En la reseña de Definitely Maybe de Billboard, Kenneth Patridge afirmó: «Si "Rock 'n' Roll Star" es una afirmación hecha a altas horas de la noche —algo para gritar a las dos de la mañana después de unas cuantas copas—, "Live Forever" es el resultado a la mañana temprano, en estado de sobriedad. [...] [Trata] acerca de jóvenes forasteros que buscan la inmortalidad, es el himno nacional del britpop». Según Shawn M. Haney de Allmusic «la letra de "Live Forever" es enérgica y da que pensar; la música es progresiva y adelantada a su tiempo». Ned Raggett, del mismo medio, opinó que la letra es «directa» y «sentida» y que fue el sencillo que demostró que el grupo «tenía algo». Además, mencionó que el verso Maybe you're the same as me —«Quizás eres igual a mí»— es «una afirmación romántica y de persona a persona a todo nivel».
Para Greg Milner, «"Live Forever" [...] marcó el inicio del britpop [y representó] un sutil cambio en el firmamento musical» y además, lo calificó como «uno de los himnos optimistas más imperecederos del rock». Alex Niven afirmó sobre el tema: «Quizás el mejor logro a nivel de sencillos de Oasis, "Live Forever", es una canción que personifica los sentimientos de los noventa de ausencia de límites y generalidad de modo tal que es emocionante musicalmente y es movilizante filosóficamente». Hamish McBain de NME afirmó que «Live Forever» fue la canción que cambió su vida y es la razón por la que escribe en dicho medio. Tom Greaney, de Sabotage Times, consideró que «Live Forever» es la mejor canción de Oasis y además, comentó al respecto que «es brillante del principio al final».

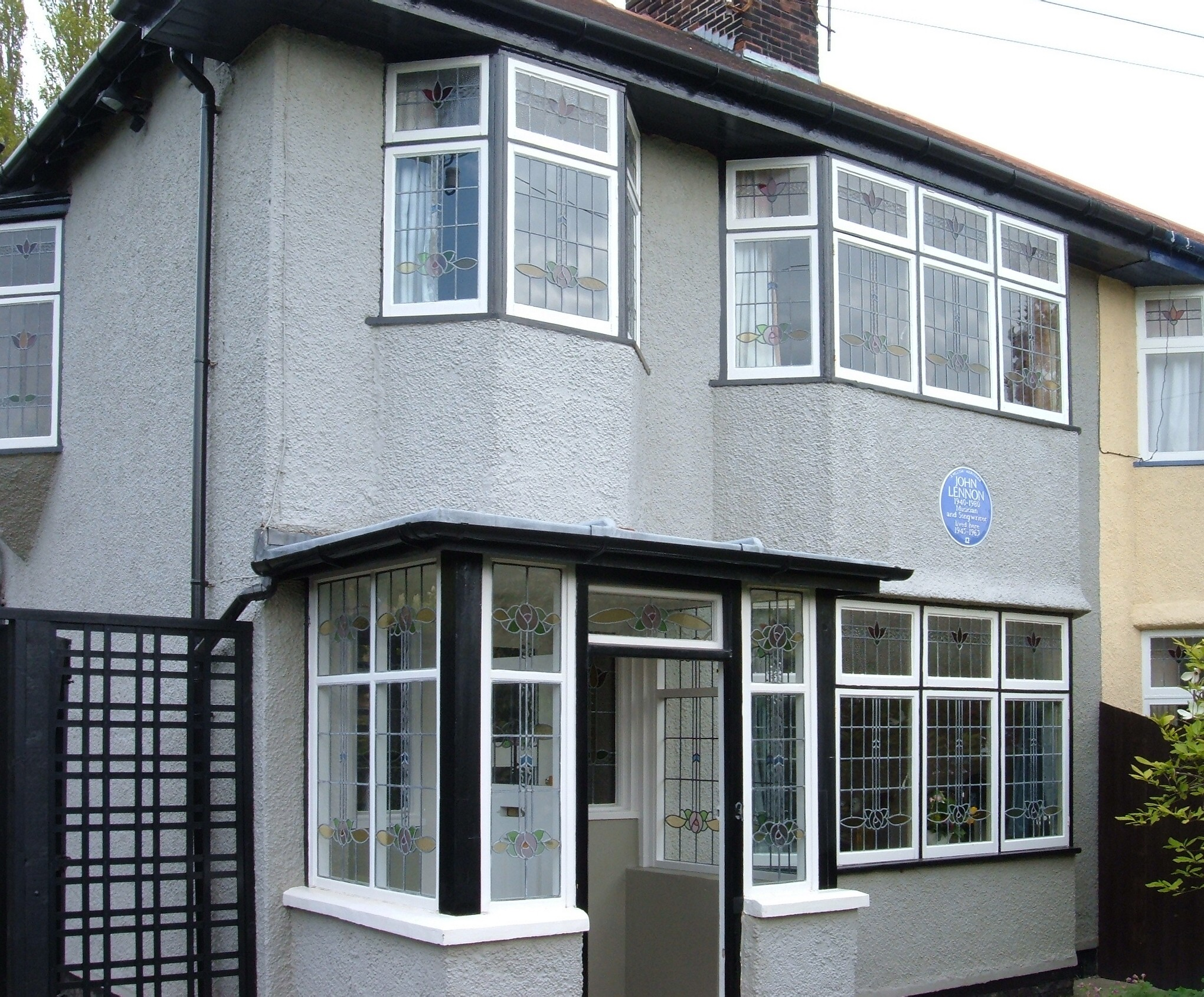
251 Menlove Avenue, la casa de la infancia de John Lennon, figura en la carátula del sencillo; Pitchfork, en su reseña, compara el tema con este edificio.

Len Comaratta, de Consequence of Sound, colocó el tema entre las pistas esenciales del álbum. Según una reseña de Sputnik Music, canciones como «Live Forever» y «Cigarettes & Alcohol» «quedaron escritas en la psique del pop británico porque sus letras se relacionan estrechamente con las vidas de quienes los escuchan y [su] música es inolvidable». Además, en la opinión del sitio, la canción sigue siendo «una afirmación de la vida» y «tan exuberante como en 1994». El sitio de crítica musical en español La Pop Life afirmó que, dentro del álbum, «Live Forever» representó «esperanza». The Yorkshire Evening Post comentó que las letras del álbum tienen en común la temática de «escapar de lo que [nos] rodea» y que esto se hace patente en la «elevada "Live Forever"». Dominic King, de la BBC Radio 2, afirmó que esta no era una canción sino «una meditación, un lamento, un mantra» y que podría «despertar a los faraones» con sus rimas y acordes. Por su parte, Rich Ellis, del mismo medio, afirmó que «representa toda la escena musical de los noventa». En la reseña de la revista Spazz se afirma sobre «Live Forever»:

«Los principales atributos [de la canción] eran los mismos, [...] ahí estaba Liam desgarrando su garganta a la Lennon repitiendo el título de la canción una y otra vez como si no hubiera mañana. La letra, por su parte, concretó el cambio generacional. El britpop había tomado la estafeta que el grunge había dejado en el suelo luego de la muerte de Kurt Cobain para llevarla a rumbos menos autodestructivos. Si bien es cierto que otros grupos ingleses ya habían dado un vuelco al optimismo como punto de partida creativo (pensar en "Girls & Boys" de Blur, por ejemplo), fue con Oasis cuando por fin se empezó a convertir en un producto vendible a tomar en cuenta. Sus palabras eran tan evidentes, tan desnudas y, en ocasiones, hasta obvias, que no cabían interrogantes: un movimiento real había nacido».

«Live Forever» siguió siendo popular mucho tiempo después de su lanzamiento. En 2006 se la eligió la mejor canción de todos los tiempos en una encuesta realizada por la revista Q; en otra encuesta similar, llevada a cabo tres años después, quedó en el noveno lugar. En 2007, «Live Forever» ocupó el primer puesto en una encuesta elaborada por NME y XFM acerca de los cincuenta mejores himnos del indie de todos los tiempos. NME la ubicó en el número 13 en una lista de las quinientas mejores canciones de todos los tiempos. XFM, además, la consideró la mejor canción británica de la historia. Pitchfork consideró que esta es la mejor canción de Oasis, la colocó en el puesto 50 dentro de su lista de las doscientas mejores canciones de la década de 1990 y dijo acerca de ella: «[Transmite] un sentimiento honesto, inspirador, tanto como la foto de la casa de la infancia de John Lennon en el sentido de que es una exhibición honesta y de buen gusto para los fanáticos». Además, el sitio la elogió por su «optimismo impávido». Según una reseña de la BBC, la canción más popular de Definitely Maybe es «Live Forever». Según The Rough Guide to Rock de Peter Buckley, el tema «aún es el momento más sublime de la banda».

## Videos musicales

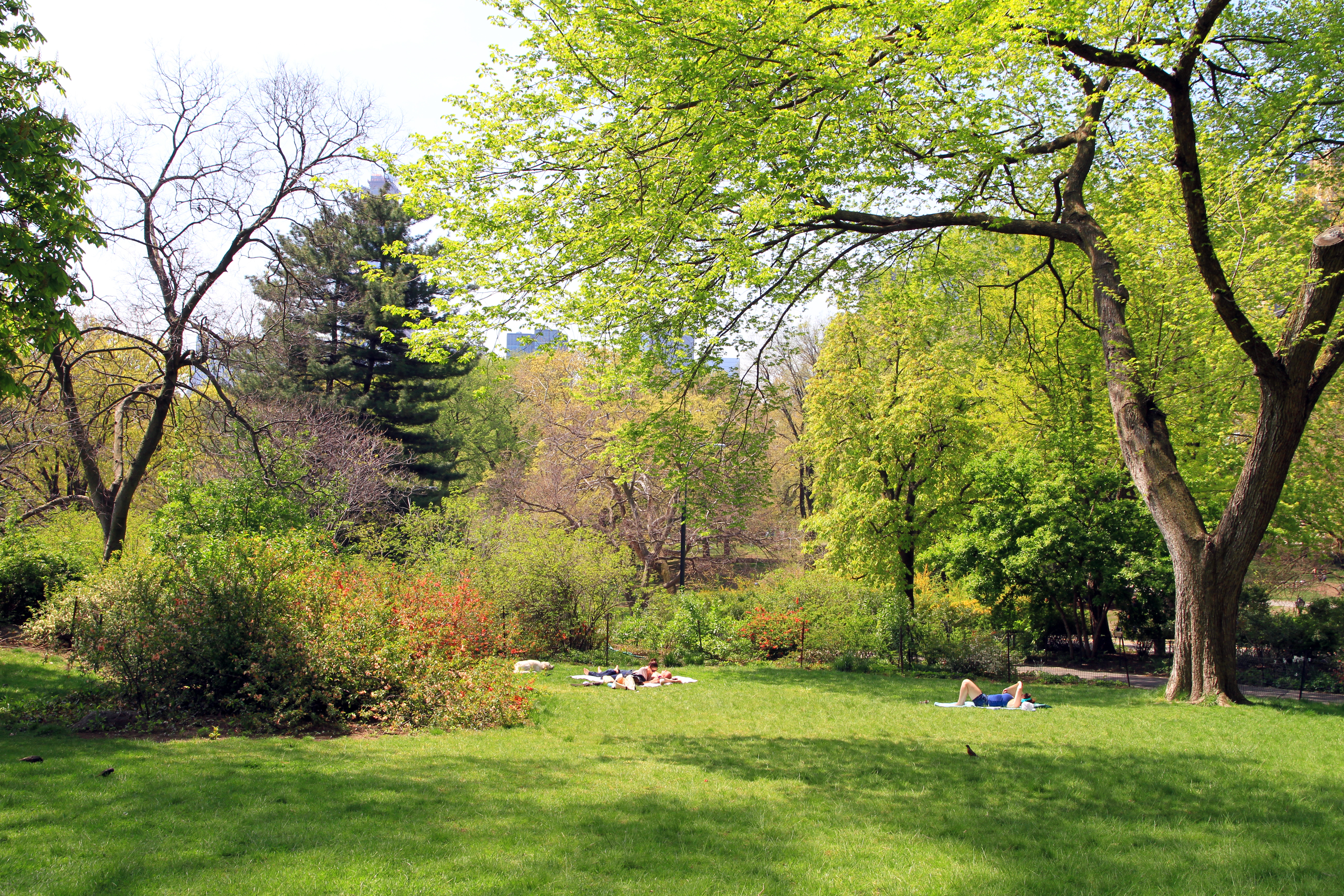
Algunas escenas del video británico se filmaron en el memorial Strawberry Fields, en el Central Park.

Se hicieron dos videos para «Live Forever»: uno, destinado al público británico y otro, al estadounidense. Ambos aparecen en la edición en DVD de Definitely Maybe (2004). El video original, dirigido por Carlos Grasso, presenta planos de Liam Gallagher sentado en una silla clavada a una pared —según Niven, esto es un ejemplo de la influencia del surrealismo— y en las escenas finales, durante el solo de guitarra con el que termina la canción, puede verse a la banda enterrando vivo al baterista Tony McCarroll. Algunas tomas del video británico se filmaron en el memorial Strawberry Fields, la parte del Central Park de Nueva York dedicada a John Lennon, y también se ve la casa de la infancia de Lennon, 251 Menlove Avenue; esto, para Niven, es una muestra del lennonismo del video. Según dicho autor, la escena del entierro es «cruda», pero encaja bien con la temática del resto del álbum, relacionada con «el miedo a envejecer, ser ignorado o quedar atrapado»; en la visión de Niven, Definitely Maybe es «una obra de desesperación» y parte de la base de que para progresar hace falta una «ruptura supersónica». En enero de 2014, Noel Gallagher criticó varios de los videos viejos de Oasis. Mencionó que su hermano dejó de cantar el estribillo en falsete después de la filmación, dado que supuso que sonaría «un poco gay». Con respecto a la versión británica del video de «Live Forever», afirmó:

«La experiencia de grabar videos me hartó bastante rápido. Al tercero estaba como para decir "¡esto es una sarta de estupideces!" Parecía que [el director] hacía todo como yendo con la corriente. En un punto, dijo "¡deberíamos enterrar la batería!" y yo dije "¿por qué no enterramos al baterista?" y él, "¡sí, sí, vamos a enterrar al maldito baterista!". Yo pensaba: "¡Oh! ¿Es tan fácil esto? ¿Tan solo sugieres tonterías al azar y la gente va y las filma?"».

El video estadounidense se lanzó el 8 de agosto de 1994 y fue dirigido por Nick Egan; tuvo éxito en MTV y en las estaciones de radio. El video muestra al grupo interpretando el tema en una oficina repleta de retratos con personalidades de la música de la década de 1960 y también fotografías del líder de Nirvana. Tom Mason, autor de Noel Gallagher - The Biography, mencionó que las imágenes que presentaba el video, que incluyen varias de las influencias de Oasis, fueron «efectivas» aunque no tuvieron la sutileza de la letra del tema y pone como ejemplo un plano donde se ve el título Sid Vicious dead —«Sid Vicious muerto»— en la portada del periódico The Sun. José Bellas, del diario argentino Clarín, comentó sobre el video estadounidense: «Se trata de un momento sublime y el video consolida su rol de bisagra temporal. Ahí, entre retratos de Jimi Hendrix, Brian Jones, Sid Vicious, Marc Bolan y Bobby Moore, se canoniza por primera vez al recién suicidado Kurt Cobain. Aun cuando con el tiempo Liam pudriría la afinidad ("era un cagón que no tuvo huevos"), era la despedida del grunge y el advenimiento masivo del britpop y la llamada "Cool Britannia"».

## Presentaciones en directo
El tema, según McCarroll, fue «la cereza del pastel» del período de composición «más productivo» de Noel Gallagher; con «Live Forever», Oasis logró tener un «repertorio interesante y variado», por lo que sus integrantes estaban seguros de alcanzar pronto el éxito. Según Niven, Oasis tocó «Live Forever» en un concierto que dio al día siguiente de su lanzamiento como sencillo en Newcastle upon Tyne; en ese recital, transmitido por la BBC Radio 1, cuando el grupo comenzó a tocar «Bring it on Down», un admirador intentó atacar al compositor. Oasis también presentó «Live Forever» en Top of the Pops.

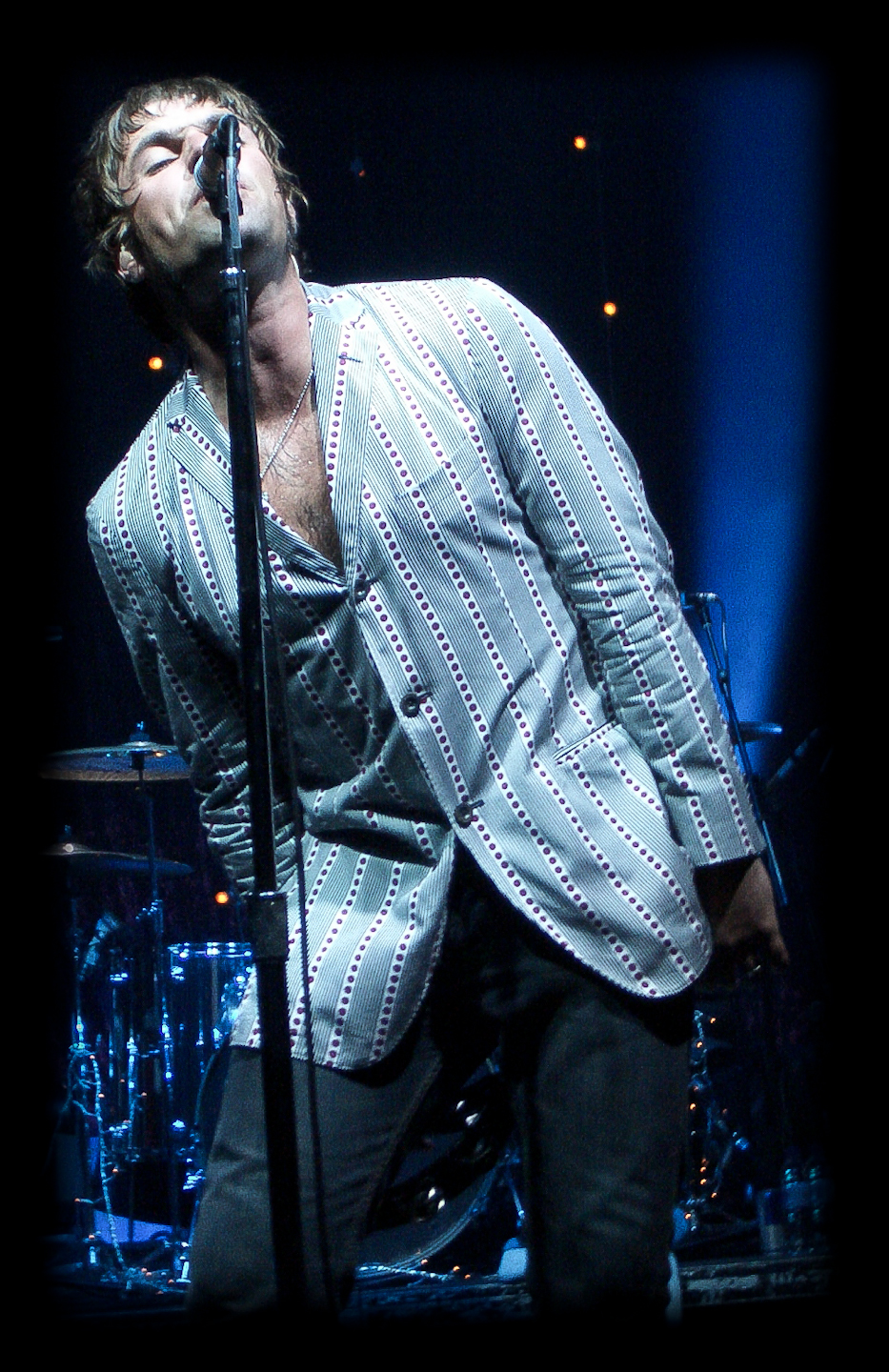
Liam Gallagher cantó «Live Forever» con otra letra para molestar a Noel y eso ocasionó una pelea con su hermano.

La banda tocó esta canción en varios de sus conciertos de la década de 1990. En su primera presentación de 1994, que fue el 27 de enero en Water Rats —un local del barrio de King's Cross—, estuvo en el programa. La interpretaron el 6 de febrero, en una conferencia de Sony Music en el Gleneagles Hotel de Escocia; este fue su primer concierto grabado íntegramente y como recién habían firmado su primer contrato discográfico, aún no habían lanzado sus trabajos. También estuvo en el repertorio del grupo en un concierto del 15 de octubre en Chicago, así como en un recital en Cliffs Pavilion y en su presentación en el Festival de Glastonbury de 1995. Además, la tocaron en un recital en Japón, el 18, 19 y 20 de febrero de 1998.
En 1994, Noel y Liam Gallagher tuvieron una pelea durante su primera gira por Estados Unidos cuando este último cambió la letra de «Live Forever» y cantó cosas ofensivas hacia los habitantes de aquel país y a su hermano; según Daily Mail, el primero comentó: «Es bueno que no vivamos en Estados Unidos, en donde es más fácil conseguir armas, porque ya le hubiera volado la cabeza. El problema es que no puedo dispararle, porque mi madre me mataría». Tras esta discusión fuerte, Noel Gallagher dejó la gira. En un concierto del 2000, Oasis la tocó con una imagen de la casa de la infancia de John Lennon como fondo; esa fotografía también figura en la carátula del sencillo. Además, la banda suele dedicársela a dicho vocalista de The Beatles en sus espectáculos. En la gira de 2008 y 2009 Dig Out Your Soul Tour figuró en el programa. Según una encuesta realizada por NME, «Live Forever» es la canción favorita de los seguidores en los recitales; eso no impidió que Gallagher la quitara del repertorio en una gira dentro del Reino Unido que tuvo lugar en 2008. Sobre eso, el músico comentó en una entrevista: «A decir verdad, nunca me preocupé realmente por lo que el público quiere. No tocaremos "Live Forever" en esta gira y nadie dijo nada todavía. [...] Oasis siempre tuvo que ver con la experiencia compartida, [...] algo que escuchas con tus compañeros, [...] cuando vas a salir».
«Live Forever» aparece también en varias grabaciones en directo del grupo. Wilson Neate de Allmusic afirmó que la versión presente en Live by the Sea —un álbum en directo lanzado el 3 de octubre de 1995— «da testimonio de la destreza de la banda» en los conciertos. Acerca de la edición en DVD de Definitely Maybe lanzada en 2004, José Bellas de Clarín comentó: «[...] Cada vez que Liam encara "Live Forever" (versión de disco, en vivo y video), las palabras fluyen como animadas por una inspiración ancestral. Da la sensación de que el Dios Rock decidió ser ventrílocuo y tomar al cejijunto cantante como "chirolita", para expresarse a través de él». En 2014, Oasis decidió lanzar una remasterización de Definitely Maybe para conmemorar el vigésimo año de su lanzamiento. Esta versión, contenida en tres discos compactos, incluye la grabación en directo de «Live Forever» y «Shakermaker» en un concierto que tuvo lugar en París. Sobre esta versión acústica, Ryan Thom de The Journal afirmó que «es una de las mejores interpretaciones de Liam Gallagher cantando a todo pulmón ante una afortunada multitud parisina». La banda subió a Internet esta versión; el periódico Daily Mirror la consideró «una oportunidad para escuchar a la banda de diferente manera y para ver sus chanzas sobre el escenario mientras presentan la canción».

## Versiones de otros artistas
Muchos grupos hicieron una versión de «Live Forever». Entre ellos, se destaca la banda estadounidense MGMT, que, dado que Oasis no pudo asistir al V Festival en agosto de 2009 debido a la laringitis de Liam Gallagher, abrió su presentación con el tema y lo tocó acompañada de una figura de cartón del vocalista de Oasis. NME consideró que fue una de las mejores diez versiones de temas de la banda británica; por su parte, Clash opinó que la versión fue «la más espectacular» de aquel fin de semana. Los seguidores se fueron decepcionados del festival, dado que varios de ellos habían ido a ver a Oasis, aunque cuando Snow Patrol tocó temas del grupo, ellos cantaron para acompañarlos. La banda de rock indie Lemonheads hizo una versión de la canción, al igual que el cantante sueco de pop Erik Hassle. Sweet Little Band realizó una versión para niños presente en su álbum Babies go Oasis, publicado en 2008. El grupo estadounidense de rock alternativo Counting Crows tocó el tema en un concierto en el Wembley Arena el 16 de junio de 2000. Noel Gallagher, además, interpretó el tema junto a los músicos de Coldplay Chris Martin y Jon Buckland en 2002, durante un concierto de caridad organizado por Emily y Michael Eavis, los organizadores del Festival Glastonbury, para concientizar sobre la campaña Make Trade Fair, de Oxfam. Allí el cantante y el guitarrista tocaron versiones acústicas de «In My Place», «Don't Panic» y «The Scientist»; luego, interpretaron «Yellow», «Stop Me if you Think You've Heard This One Before» de The Smiths y «Live Forever» junto a Gallagher.

## Créditos
- Voz: Liam Gallagher
- Guitarra principal y composición: Noel Gallagher
- Bajo: Paul McGuigan
- Guitarra, piano: Paul Arthurs
- Batería: Tony McCarroll
- Producción: Owen Morris, Mark Coyle y Oasis[2]

## Lista de canciones
CD single (CRESCD 185)

| N.º   | Título                        | Duración |  |
| 1.    | «Live Forever»                | 4:38     |  |
| 2.    | «Up In The Sky» (Acoustic)    | 3:32     |  |
| 3.    | «Cloudburst»                  | 5:21     |  |
| 4.    | «Supersonic» (Live April '94) | 5:13     |  |
| 18:44 |                               |          |  |

Vinilo de 12" (CRE 185T)

| N.º   | Título                     | Duración |  |
| 1.    | «Live Forever»             | 4:32     |  |
| 2.    | «Up In The Sky» (Acoustic) | 3:28     |  |
| 3.    | «Cloudburst»               | 5:18     |  |
| 13:18 |                            |          |  |

Vinilo de 7" (CRE 185), Cassette single" (CRE 185), Sencillo en CD Países Bajos" (CRE 185)

| N.º  | Título                     | Duración |  |
| 1.   | «Live Forever»             | 4:32     |  |
| 2.   | «Up In The Sky» (Acoustic) | 3:28     |  |
| 8:00 |                            |          |  |

CD Maxi-Single (HES 660689 2), Cassette Australia (660689 4)

| N.º   | Título                        | Duración |  |
| 1.    | «Live Forever» (Radio Edit)   | 3:43     |  |
| 2.    | «Live Forever»                | 4:38     |  |
| 3.    | «Up In The Sky» (Acoustic)    | 3:32     |  |
| 4.    | «Cloudburst»                  | 5:21     |  |
| 5.    | «Supersonic» (Live April '94) | 5:13     |  |
| 22:27 |                               |          |  |

CD promocional" (ESK 6435)

| N.º  | Título                      | Duración |  |
| 1.   | «Live Forever» (Edit)       | 3:40     |  |
| 2.   | «Live Forever» (LP Version) | 4:38     |  |
| 8:18 |                             |          |  |

## Posición en las listas
| Lista                                   | Año  | Posición más alta |
| --------------------------------------- | ---- | ----------------- |
| Reino Unido (UK Singles Chart)          | 1994 | 10                |
| Estados Unidos (Mainstream Rock Tracks) | 1995 | 10                |
| Estados Unidos (Modern Rock Tracks)     | 1995 | 2                 |
| Canadá (RPM)                            | 1995 | 70                |
| Nueva Zelanda (RIANZ)                   | 1995 | 43                |
| Irlanda (Irish Singles Chart)           | 1995 | 17                |